# 兵庫県道84号宗佐土山線
兵庫県道84号宗佐土山線（ひょうごけんどう84ごう そうさつちやません）は、兵庫県加古川市八幡町宗佐から加古川市平岡町土山を結ぶ県道（主要地方道）である。

## 概要

### 路線データ
- 起点：加古川市八幡町宗佐（兵庫県道18号加古川小野線交点、宗佐北交差点）
- 終点：加古川市平岡町土山（国道2号交点、土山交差点）
- 総延長：約10.244 km

#### 路線状況
加古川市の北側と南側をつなぐ路線であり、その間に加古郡稲美町の南北を縦断し、田園地帯を通過する。起点から中間点は歩道が整備されていないなど道路整備が乏しくかつ道幅が狭いために制限速度が40kmとなっている終点付近はバス路線に指定されている。。

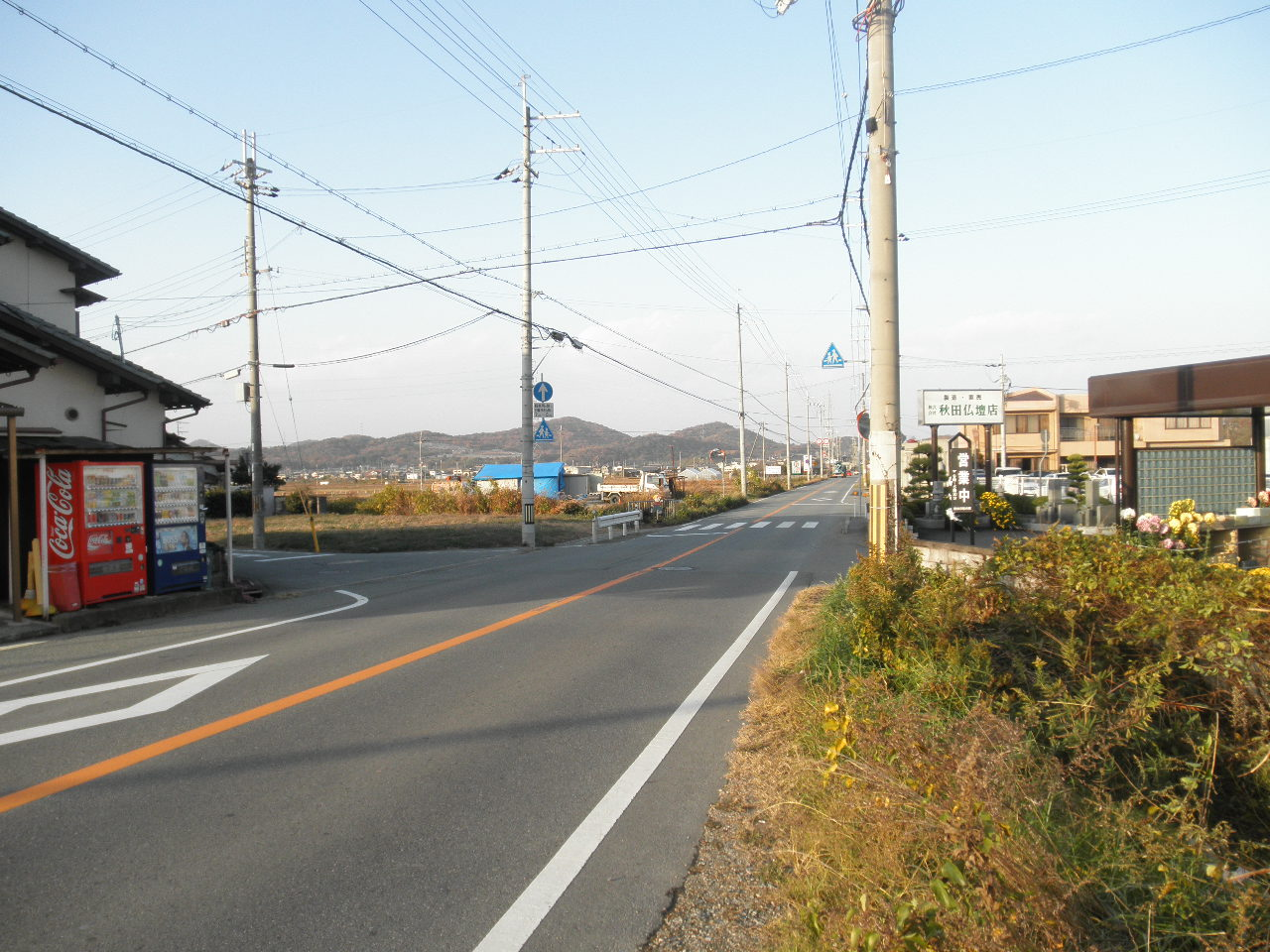
加古川市の北側にある田園地帯 加古川市八幡町宗佐
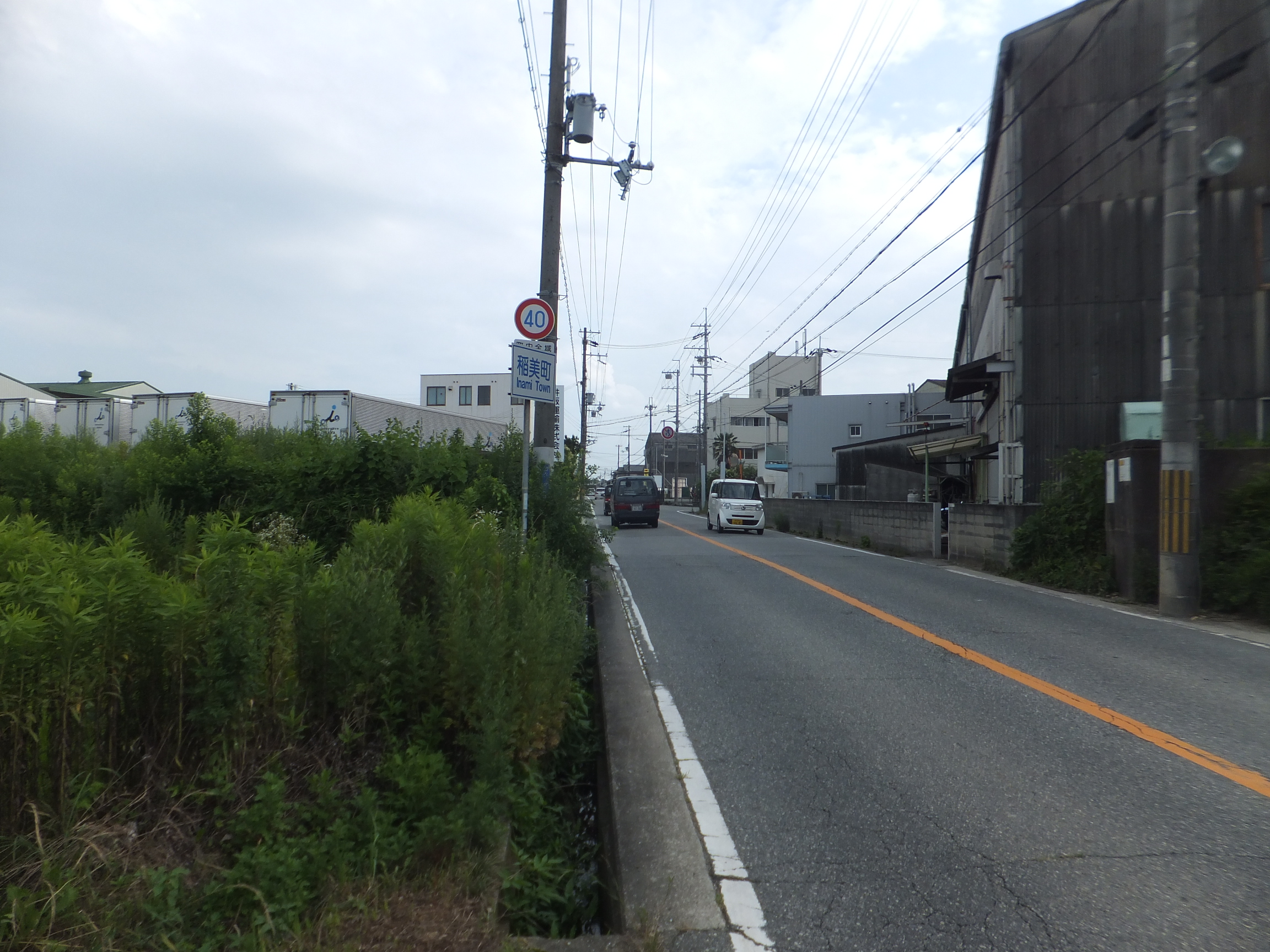
歩道が整備されていない区間の一部 加古郡稲美町加古で撮影
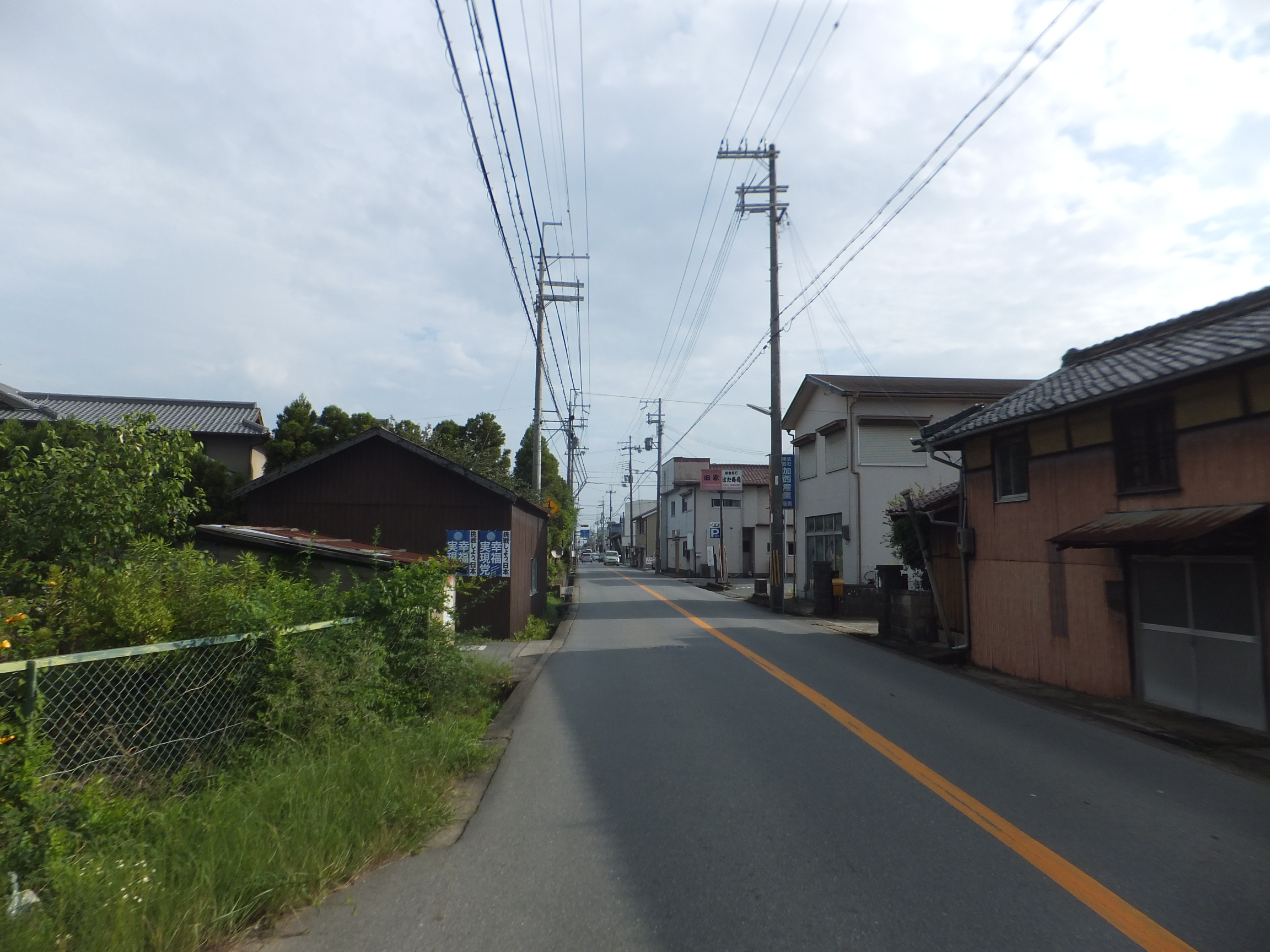
稲美町加古地区の集落沿い 加古郡稲美町加古で撮影
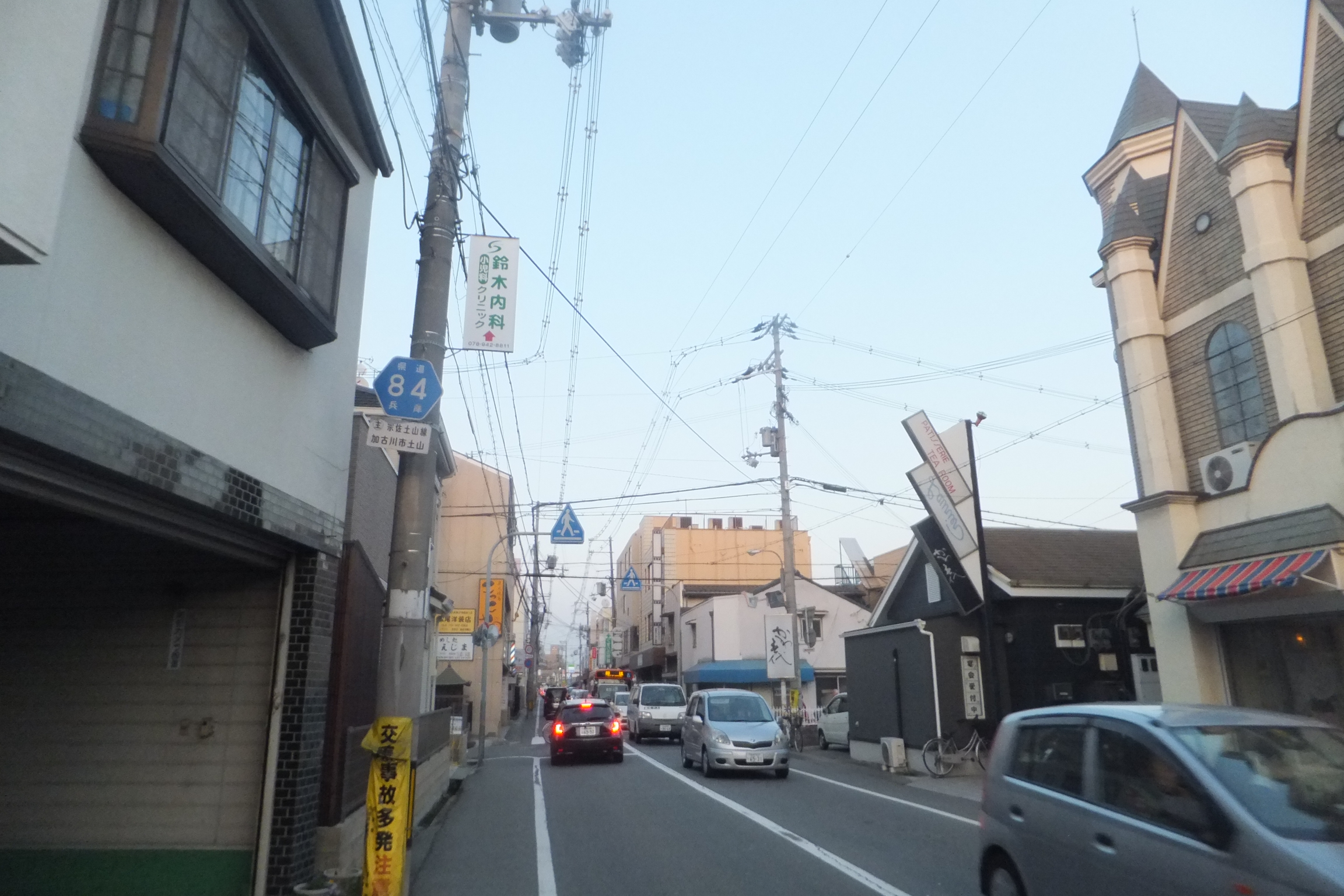
明石市魚住地区の住宅地沿い 兵庫県明石市魚住町清水で撮影

## 歴史
- 1993年（平成5年）5月11日 - 建設省から、県道宗佐土山線が宗佐土山線として主要地方道に指定される[3]。

## 地理

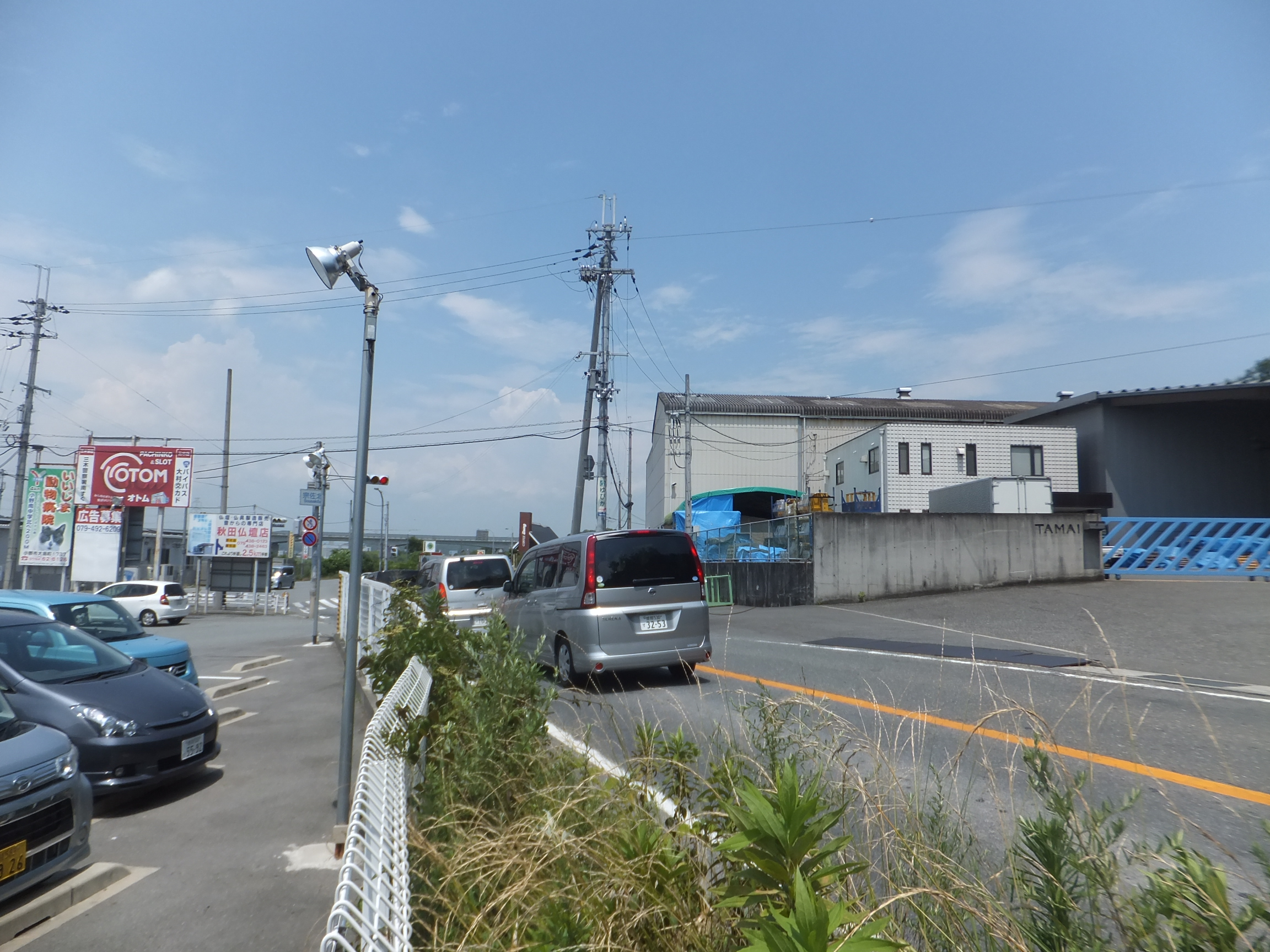
起点付近
加古川市八幡町宗佐

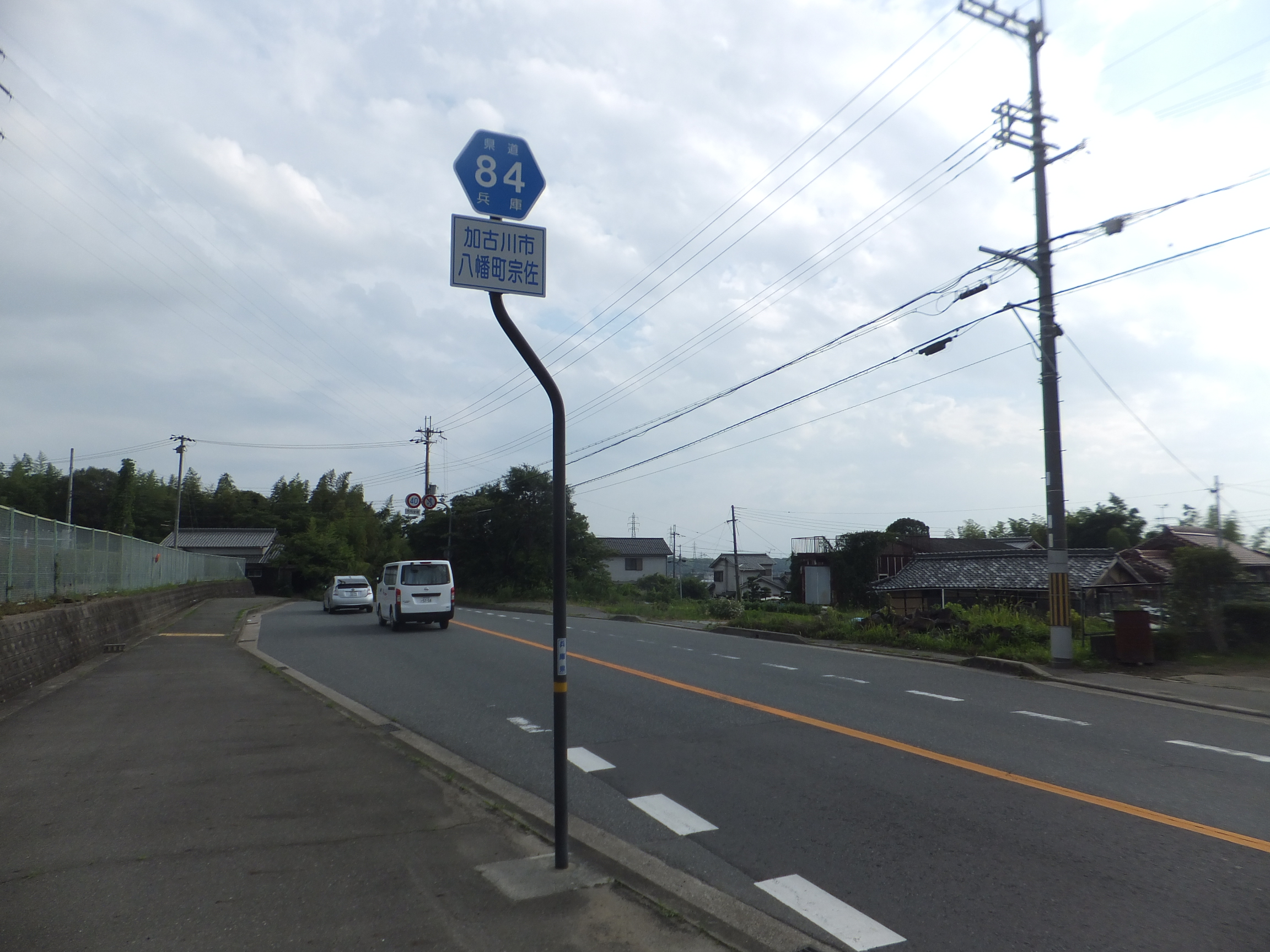
本道の標識
加古川市八幡町宗佐

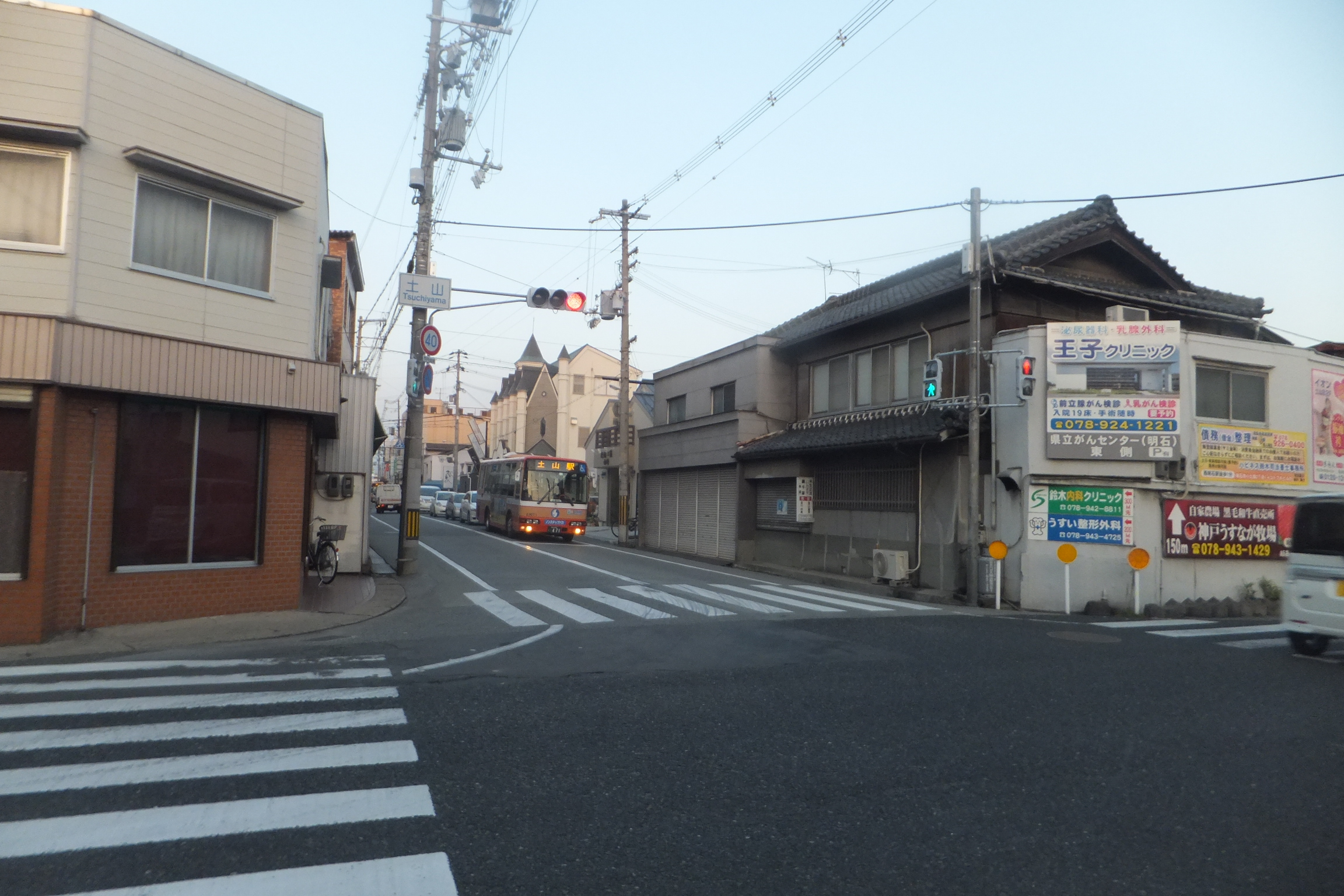
終点付近
加古川市平岡町土山

### 通過する自治体
- 加古川市
- 稲美町
- 明石市

### 交差する道路
- 兵庫県道18号加古川小野線（加古川市八幡町宗佐・宗佐北交差点、起点）
- 兵庫県道20号加古川三田線（加古川市八幡町宗佐・宗佐交差点）
- 兵庫県道377号野村明石線（加古川市八幡町野村・野村交差点）
- 兵庫県道65号神戸加古川姫路線（加古郡稲美町加古・加古大池西交差点）
- 兵庫県道148号大久保稲美加古川線（加古郡稲美町加古・上新田交差点）
- 兵庫県道381号野谷平岡線（加古郡稲美町国岡・国岡南交差点）
- 兵庫県道384号平荘大久保線（加古郡稲美町岡・天満大池交差点）
- 兵庫県道514号志染土山線（加古郡稲美町六分一・六分一交差点）
- 国道2号 加古川バイパス（明石市魚住町清水中岡・中岡交差点）
- 国道2号（加古川市平岡町土山・土山交差点、終点）